# Markuška
Markuška é um município da Eslováquia, situado no distrito de Rožňava, na região de Košice. Tem 6,81 km² de área e sua população em 2018 foi estimada em 155 habitantes.

## Demografia
| Ano:        | 1994 | 2004   | 2014   | 2024    |
| ----------- | ---- | ------ | ------ | ------- |
| Broj ljudi: | 174  | 179    | 167    | 147     |
| Razlika:    |      | +2,87% | -6,70% | -11,97% |

| Ano:               | 2023 | 2024 |
| ------------------ | ---- | ---- |
| Número de pessoas: | 150  | 147  |
| Diferença:         |      | -2%  |